# 1933년 국가산업부흥법
1933년 국가산업부흥법(영어: National Industrial Recovery Act of 1933, NIRA)은 미국에서 공정한 임금과 가격을 위해 산업을 규제하여 경제 회복을 촉진할 권한을 대통령에게 부여하기 위해 제73대 미국 의회가 통과시킨 미국의 노동법 및 소비자법이다. 또한 공공사업진흥국(PWA)으로 알려진 국가 공공사업 프로그램을 설립했다. 국가부흥청(NRA) 부분은 1933년에 널리 환영받았지만, 1934년에는 법에 대한 기업의 여론이 좋지 않았다.
이 법안은 미국 대공황 시기인 1933년 6월 프랭클린 D. 루스벨트 대통령의 뉴딜 입법 프로그램의 일환으로 제정되었다. 노동조합의 단체교섭권을 보호하는 법안의 제7(a)조는 (특히 미국 상원에서) 논란이 많았다. 의회는 결국 법안을 제정했고 루스벨트 대통령은 1933년 6월 16일 법안에 서명했다. 이 법은 크게 두 가지 조문(sections)으로 구성되어 있었다. 제1조는 산업 회복에 전념하여 공정한 경쟁을 위한 산업 규약의 공포를 승인하고, 노동조합의 권리를 보장하며, 노동 기준 규제를 허용하고, 특정 정제 석유 제품의 가격 및 운송을 규제했다. 제2조는 공공사업진흥국을 설립하고, 참여할 수 있는 프로젝트와 자금 조달 기회를 설명했다. 제2조는 또한 이 법에 대한 자금을 제공했다.
이 법은 NRA와 PWA에 의해 시행되었다. NRA에 의해 이 법에 부여된 권한 아래 수많은 규제들이 만들어졌고, 이는 법안에 대한 기업의 지원이 크게 감소하는 결과를 가져왔다. NIRA는 1935년 6월에 만료될 예정이었지만, 1935년 5월 27일 미국 연방 대법원은 셰크터 가금류 주식회사 대 미국 판결에서 이 법의 제1조가 위헌이라고 판결했다.
국가산업부흥법은 1930년대와 오늘날 역사가들에 의해 모두 정책 실패로 널리 간주된다. 이러한 실패의 원인에 대한 논쟁은 계속되고 있다. 제기된 원인 중에는 이 법이 경제적으로 해로운 독점을 조장했고, 재계의 중요한 지지가 부족했으며, 관리가 제대로 이루어지지 않았다는 점이 있다. NIRA는 이러한 문제들을 해결할 메커니즘이 없었으며, 이로 인해 의회는 1935년에 전국노동관계법을 통과시켰다. 이 법은 또한 허위 진술을 범죄로 규정하는 법의 주요 개정에도 큰 영향을 미쳤다.

## 배경

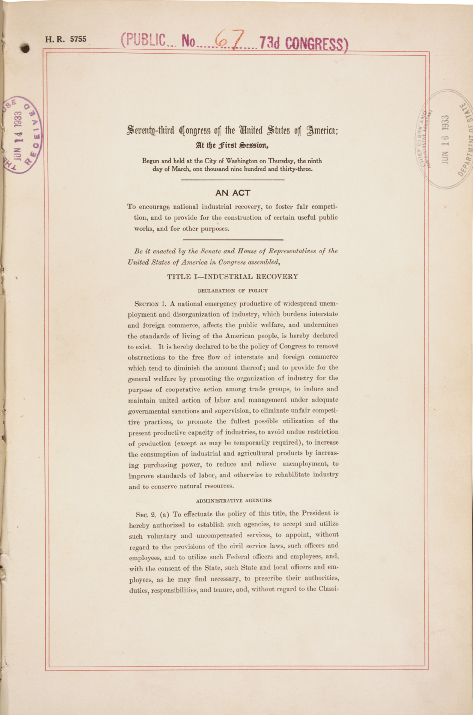
1933년 6월 16일 프랭클린 D. 루스벨트 대통령이 서명한 국가산업부흥법의 첫 페이지.

대공황은 1929년 10월 미국에서 시작되어 1933년 초 최저점에 이르기까지 꾸준히 악화되었다. 허버트 후버 대통령은 정부의 지나친 개입이나 강압이 미국인의 중요한 가치라고 생각했던 개인주의와 자립심을 파괴할 것을 우려했다. 그의 자유방임주의적 견해는 미국의 재무장관인 앤드류 W. 멜런도 공유했던 것으로 보인다. 경제 침체에 맞서기 위해 후버는 기업들과 자발적인 조치를 여러 번 조직하고, 주 및 지방 정부의 대응을 장려하며, 연방 건설 프로젝트를 가속화했다. 그러나 그의 정책은 경제 회복에 거의 또는 전혀 영향을 미치지 않았다. 그러나 임기 말에 후버는 국가를 대공황에서 벗어나게 할 수 있다고 생각하는 여러 입법적 해결책을 지지했다. 후버 행정부가 경제를 구하기 위한 마지막 시도는 긴급 구제 및 건설법 (공공 사업 프로그램에 자금을 제공)과 재건 금융 공사(RFC) (기업에 저리 대출 제공)의 통과였다.
후버는 1932년 미국 대통령 선거에서 루스벨트에게 재선에서 패했다. 루스벨트는 국가의 경제 침체를 되돌리기 위해 연방 정부의 적극적인 활동이 필요하다고 확신했다. 취임 첫 100일 동안 의회는 루스벨트의 요청에 따라 긴급은행법, 글래스-스티갈 법(미국 예금보험공사를 설립한 법), 1933년 은행법을 포함하여 은행 시스템을 강화하기 위한 일련의 법안을 제정했다. 의회는 또한 국가의 농업 산업을 안정화하기 위해 농업조정법을 통과시켰다.

### 제정

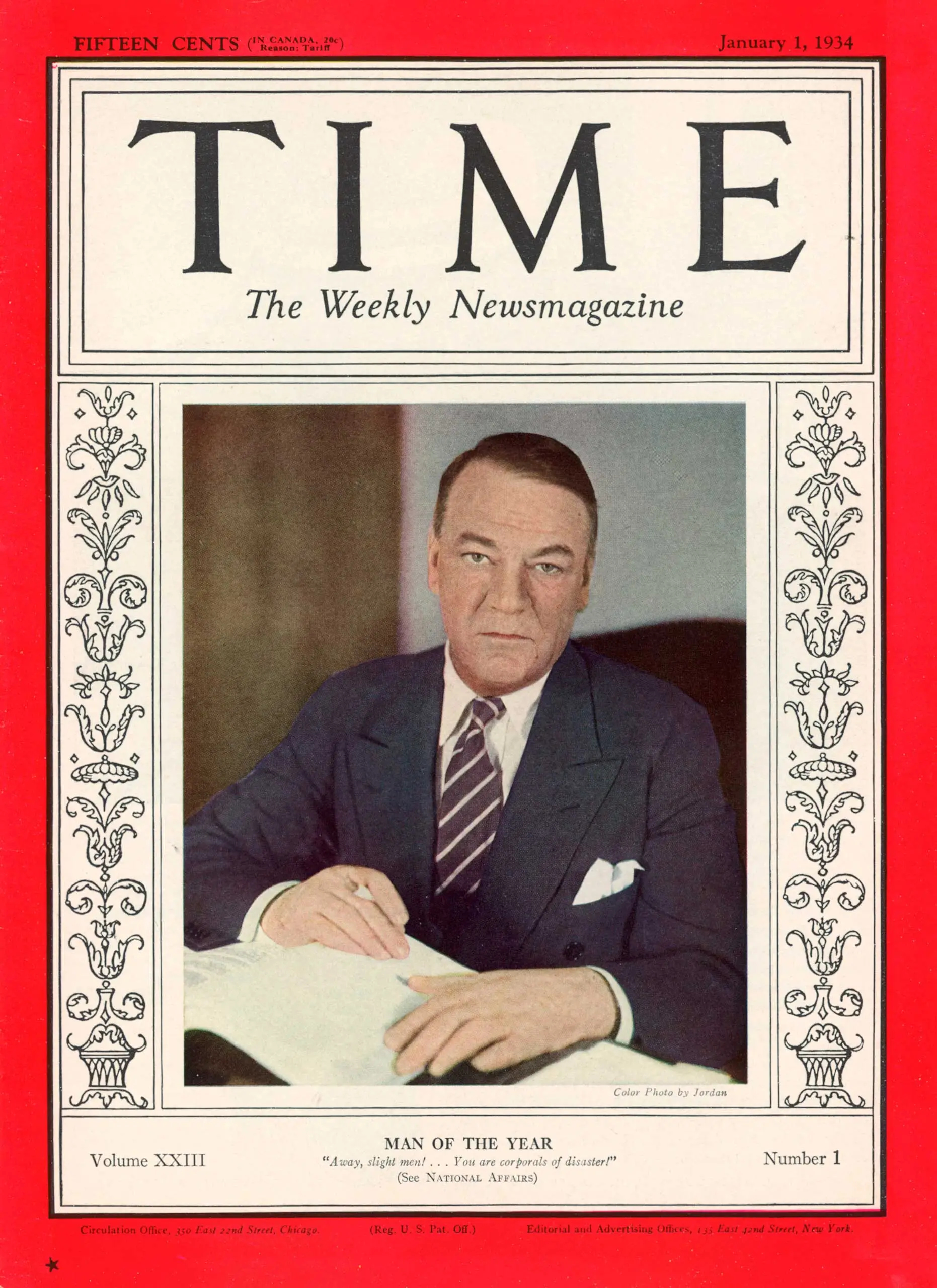
NIRA의 주요 저자 중 한 명인 휴 S. 존슨은 1933년 타임지의 타임 올해의 인물이었다.

국가산업부흥법의 제정은 프랭클린 D. 루스벨트 정부의 첫 100일의 절정을 이루었다. 휴 새뮤얼 존슨, 레이먼드 몰리, 도널드 리치버그, 렉스퍼드 터그웰, 제롬 프랭크, 버나드 바루크와 같은 루스벨트의 주요 고문들은 무제한 경쟁이 대공황의 원인이 되었다고 믿었으며, 정부는 국가 계획, 제한된 규제, 동업 조합 육성, "공정한" 무역 관행 지원, "직장 민주화" (표준 작업 주, 단축된 근무 시간, 더 나은 근무 환경) 지원을 통해 중요한 역할을 해야 한다고 믿었다. 루스벨트 자신도 무역 협회의 전 회장이었으며, 정부가 무역 협회의 "자체 조직화"를 장려하는 것이 국가 계획과 경제 개선을 달성하는 가장 비간섭적이지만 가장 효과적인 방법이라고 믿었다.
루스벨트 당선 후 몇 주 동안 산업 구제 법안에 대한 일부 작업이 이루어졌지만, 대부분 입법 연구 및 초안 작성보다는 이야기와 아이디어 교환에 가까웠다. 행정부는 은행 및 농업 법안에 몰두하여 4월 초까지는 산업 구제 법안 작업을 시작하지 않았다. 그러나 의회는 자체적으로 산업 법안을 추진하고 있었다. 상원에서는 로버트 F. 와그너, 에드워드 P. 코스티건, 로버트 M. 라 폴레트 주니어가 공공사업 법안을 추진하고 있었고, 휴고 블랙은 단축 근무 주 법안을 추진하고 있었다. 이러한 노력에 의해 자신의 산업 구제 법안 작업을 추진하게 된 루스벨트는 몰리에게 이 상원의원들(그리고 관심 있는 정부 인사)과 협력하여 법안을 만들라고 지시했다. 과부하에 걸린 몰리는 이 작업을 휴 새뮤얼 존슨에게 위임했다.
1933년 5월까지 두 개의 법안 초안이 나왔는데, 미국 상무부 차관 존 디킨슨이 작성한 신중하고 법률적인 법안과 휴 존슨이 작성한 무역 협회에 중점을 둔 야심찬 법안이었다. 제럴드 스워프 (제너럴 일렉트릭 회장), 찰스 M. 슈와브 (베들레헴 스틸 코퍼레이션 회장), E. H. 해리먼 (유니언 퍼시픽 철도 회장), 미국 상공회의소 회장 헨리 I. 해리먼을 포함한 많은 주요 기업인들이 법안 초안 작성에 기여했다. 공정한 경쟁을 달성하고 국가 계획을 제공하기 위한 기업 간의 협력적 행동을 장려하는 첫 번째 부분과 국가 공공 사업 프로그램을 수립하는 두 번째 부분으로 구성된 두 부분짜리 법안이 1933년 5월 15일에 의회에 제출되었다.
미국 하원은 단 7일 만에 법안을 쉽게 통과시켰다. 가장 논쟁적인 쟁점은 노동조합의 단체교섭권을 보호하는 제1조 제7항 (a)의 포함 여부였다. 제7항 (a)는 법안에서 거의 삭제될 뻔했지만, 와그너 상원의원, 제롬 프랭크, 레온 키서링 (또 다른 루스벨트 보좌관)은 미국 노동 운동의 지지를 얻기 위해 이 조항을 유지하기 위해 노력했다. 한 연구에 따르면
... 의회 청문회에서 자본가들이 7a조에 반대한 것은 압도적인 도시 자유주의 민주당 의회를 설득하기에 충분하지 않았다. 케네스 파인골드와 테다 스코치폴이 정확히 지적했듯이, 의회 민주당원들은 친노동 법안을 지지하고 제정함으로써 자신들의 선거 다수 의석을 공고히 하기를 열망했다. 도시 산업 노동 계급이 도시 민주당의 주요 선거 블록이 되면서, 고용된 노동자와 실업 노동자 모두의 압력이 의회 민주당원들을 친노동 법안에 찬성하도록 움직였을 뿐만 아니라 민주당 자체를 중도 좌파로 움직이게 하는 데 주요한 역할을 한 것은 놀랄 일이 아니다.
법안은 상원에서 더 어려운 시간을 보냈다. 전미제조업협회와 상공회의소는 노동 조항 때문에 통과를 반대했다. 이 두 중요한 동업 조합의 입장에도 불구하고, 대부분의 기업은 처음에 NIRA를 지지했다. 베넷 챔프 클라크 상원의원은 제7조 (a)항을 약화시키는 수정안을 제출했지만, 와그너와 조지 W. 노리스 상원의원이 변경에 대한 성공적인 반대를 이끌었다. 그러나 상원 토론의 대부분은 법안의 반독점법 유예에 집중되었다. 윌리엄 E. 보라, 버튼 K. 휠러, 휴고 블랙 상원의원들은 셔먼 반독점법의 완화에 반대하며, 이는 기존의 심각한 경제적 불평등을 악화시키고 부를 부자들의 손에 집중시킬 것이라고 주장했다(당시 많은 경제학자들이 대공황의 원인 중 하나라고 믿었던 심각한 문제). 와그너는 법안을 옹호하며, 공정 무역 관행 코드의 제정은 임금, 근무 시간, 근무 조건에 대한 진보적인 기준을 마련하고, 노동착취 공장과 아동 노동을 근절하는 데 도움이 될 것이라고 주장했다. 상원은 6월 9일에 수정된 법안을 57대 24로 통과시켰다.
하원-상원 협의회는 6월 9일 저녁 내내 그리고 6월 10일 하루 종일 만나 두 법안의 버전을 조정했고, 6월 10일 오후에 최종 버전을 승인했다. 하원은 6월 10일 저녁에 협의회의 법안을 승인했다. 광범위한 논쟁 끝에 상원은 6월 13일에 최종 법안을 46대 39로 승인했다. 루스벨트 대통령은 1933년 6월 16일 이 법안에 서명하여 법으로 제정했다.

## 법의 구조
국가산업부흥법은 두 가지 주요 조문(sections)으로 구성되어 있었다.
제1조는 산업 회복에 전념했다. 제1조 제2항은 대통령에게 법의 목적을 수행하기 위한 행정부 기관을 설립할 권한을 부여하고, 2년 후 법을 무효화하는 일몰제 조항을 규정했다. 법의 핵심은 제1조 제3항으로, 무역 또는 산업 협회가 공정한 경쟁 규약에 대한 대통령의 승인을 받을 수 있도록 허용하고 (그러한 규약이 독점을 조장하거나 중소기업에 대한 불공정 경쟁을 제공하지 않는 한) 이러한 규약의 시행을 규정했다. 제1조 제5항은 규약을 연방 반독점법에서 제외했다.
제1조 제7(a)항은 근로자의 노동조합 결성권을 보장하고 황견계약을 금지했다:
 ... 근로자는 자신이 선택한 대표를 통해 조직하고 단체 교섭할 권리를 가지며, 그러한 대표를 지정하거나 자가 조직하거나 단체 교섭 또는 기타 상호 원조 또는 보호를 위한 기타 공동 활동에서 고용주 또는 그 대리인의 간섭, 구속 또는 강압으로부터 자유로워야 한다. [그리고] (2) 어떤 근로자도, 그리고 어떤 구직자도 고용 조건으로 어떤 회사 노동조합에 가입하거나 자신이 선택한 노동조합에 가입, 조직 또는 지원하는 것을 삼가도록 요구받아서는 안 된다... .
제1조 제7항(b)는 규약에 포함된 산업에서 최대 노동 시간, 최저 임금 및 근로 조건에 관한 기준 설정을 허용했으며, 제7항(c)는 자발적 합의에 도달하지 못할 경우 대통령이 그러한 기준을 규약에 부과할 수 있도록 승인했다.
제1조 제9항은 석유 파이프라인의 규제와 파이프라인을 통한 모든 석유 제품 운송 가격을 승인했다. 제9항(b)는 모회사가 법을 위반한 것으로 밝혀진 경우 행정부가 모든 석유 파이프라인 회사, 자회사 또는 사업체를 인수할 수 있도록 허용했다.
제2조는 공공사업진흥국을 설립했다. 제2조 제201항은 기관을 설립하고 2년 일몰 조항을 규정했다. 제202항은 새로운 기관이 자금을 조달하거나 건설을 추진할 수 있는 공공 사업의 유형을 설명한다. 제2조 제203항은 공공사업진흥국이 실업률을 더 신속하게 줄이기 위해 주 및 지방 자치 단체에 보조금 및 대출을 제공하고, 수용권을 사용하여 공공 사업에 참여하기 위해 토지 또는 자재를 압류할 수 있도록 승인했다. 제2조 제204항은 공공 고속도로, 교량, 도로, 철도 건널목, 보도 및 기타 운송 프로젝트 건설을 위해 4억 달러를 명시적으로 제공했다.
제2조 제208항은 대통령이 혼잡한 도시 지역(예: 도시)에 거주하는 사람들을 농장으로 재배치하여 그곳에서 농작물을 재배하고 생계를 유지할 목적으로 농장을 구매하는 데 최대 2,500만 달러를 지출할 수 있도록 승인했다.
제2조 제210~219항은 이 법에 자금을 지원하기 위한 세입을 규정했으며, 제220항은 이 법의 시행을 위한 예산을 배정했다.
이 법의 제3조에는 기타 조항이 포함되어 있으며, 공공 사업에 참여할 권한을 재건 금융 공사에서 공공사업진흥국으로 이전했다.

## 시행
이 법의 시행은 즉시 시작되었으며, NRA와 PWA가 주도 기관이었다. 휴 존슨은 5월과 6월 대부분을 시행 계획에 보냈고, 국가부흥청 (NRA)은 법이 제정된 지 불과 나흘 만인 1933년 6월 20일에 설립되었다. 루스벨트는 존슨에게 NRA만 관리하도록 하고, 공공사업진흥국 (PWA)은 해럴드 L. 이커스에게 맡겨 존슨을 화나게 했다. NRA와 PWA는 다른 내각 기관에 보고하여 조정이 어려웠고, PWA 자금이 경제에 너무 느리게 유입되어 NRA가 훨씬 더 중요한 기관으로 판명되었다.

### 국가부흥청

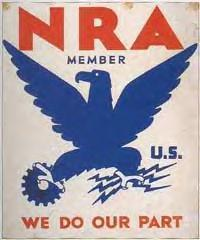
NIRA와 가장 일반적으로 연관된 이미지인 NRA 블루 이글 포스터.

NIRA는 NRA에 의해 시행되면서 수많은 규제를 만들어내는 것으로 악명 높았다. 1934년 3월까지 "NRA는 주로 모든 산업이 채택할 산업 코드를 작성하는 데 주력했다." 이 기관은 2년 만에 557개의 기본 및 189개의 보충 산업 코드를 승인했다. 약 4,000~5,000개의 사업 관행이 금지되었고, 10,000페이지가 넘는 약 3,000개의 행정 명령이 공포되었으며, 국가, 지역 및 지방 코드 위원회에서 수천 건의 의견과 지침이 이 법을 해석하고 시행했다.
NIRA의 주요 상징은 블루 이글이었다.
1934년 말까지 대기업과 소기업 및 대부분의 대중은 NRA에 등을 돌렸다. 루스벨트 자신도 경제 회복을 위한 최선의 방법에 대한 자신의 견해를 바꾸고 1935년에 새로운 입법 프로그램(세컨드 뉴딜로 알려짐)을 시작했다.

### 노동 조직 조항
NIRA 제7(a)항의 시행 또한 엄청난 문제임이 입증되었다. 이 법의 보호는 고용주와 노동조합 간의 폭력, 총파업, 인정 파업으로 특징지어지는 대규모 노동조합 조직화 물결을 초래했다. 처음에 NRA 행정관 휴 존슨은 제7(a)항이 자체적으로 시행될 것이라고 순진하게 믿었지만, 곧 그렇지 않다는 것을 깨달았다. 1933년 8월 5일, 국가노동위원회는 이 법의 단체 교섭 조항을 시행하기 위해 NRA의 후원 아래 설립되었다. 국가노동위원회도 비효율적인 것으로 판명되었고, 1935년 7월 5일, 새로운 법인 전국노동관계법이 NIRA를 대체하고 새롭고 오래 지속되는 연방 노동 정책을 수립했다.

### 공공사업진흥국
NIRA는 또한 공공사업진흥국을 설립했다 (1935년의 공공사업진흥국(WPA)과 혼동하지 말 것).
공공사업청의 지도부는 새로운 기관의 임무를 놓고 분열되었다. PWA는 자체 건설 프로젝트를 시작하거나, 다른 연방 기관에 자금을 배분하여 건설 프로젝트에 자금을 지원하거나, 주 및 지방 자치 단체에 대출을 제공하여 건설 프로젝트에 자금을 지원할 수 있었다. 그러나 루스벨트 행정부의 많은 사람들은 연방 적자 악화를 우려하여 PWA가 돈을 지출해서는 안 된다고 생각했고, 그래서 자금 흐름이 느려졌다. 더욱이, 건설 (계획, 사양 및 설계도)의 본질 자체가 자금의 지급을 지연시켰다. 해럴드 이커스 역시 부패가 기관의 명성을 더럽히고 의회에서 정치적 지지를 잃는 것을 막기 위해 기관의 자금을 신중하게 지출했다. 비록 미국 연방 대법원이 NIRA의 제1조를 위헌으로 판결했지만, 이 법의 가분성 조항은 PWA가 살아남을 수 있도록 했다. 1935년부터 1939년 사이에 PWA가 자금을 지원한 프로젝트 중에는 다음과 같은 것들이 있다: USS 요크타운 (CV-5); USS 엔터프라이즈 (CV-6); 펜실베이니아 필라델피아의 30번가역 철도역; 트라이보로 다리; 브라운즈빌 항구; 그랜드쿨리댐; 후버 댐; 포트 펙 댐; 보네빌 댐; 그리고 키웨스트, 플로리다를 본토와 연결하는 오버시스 하이웨이가 있다. 이 기관은 1943년까지 존속했으며, 1939년 재조직법이 대부분의 연방 공공 사업 및 구제 기능을 새로운 연방 공공 사업국으로 통합했다.

### 재승인 제안
루스벨트 대통령은 1935년 2월 20일 NIRA의 연장을 요청했다. 그러나 뉴딜에 대한 기업의 반발과 함께 이 법의 반독점법 유예에 대한 의회의 지속적인 우려로 인해 대통령의 요청은 정치적으로 무산되었다. NRA, PWA, 제7조 (a)항의 효과에 대한 미국 상원 위원회 조사는 상원의원들 사이에서 법에 대한 정치적 지지가 제한적임을 밝혀냈다. NIRA를 재승인하는 상원 법안은 NRA 권한에 대한 새로운 제한을 10개월 연장하는 것만을 규정했다. 하원 재승인 법안은 NRA에 대한 새로운 제한을 포함하지 않았으며, 2년 연장을 제안했다. 1935년 5월까지 미국 연방 대법원이 NIRA의 제1조를 위헌으로 판결했기 때문에 이 문제는 무의미해졌다.

## 법적 문제 및 무효화

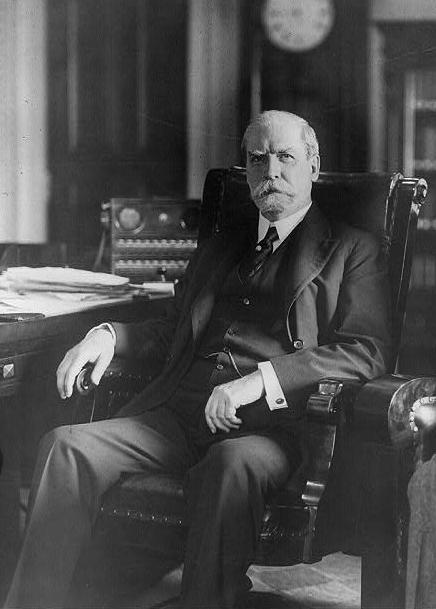
미국 대법원장 찰스 에번스 휴스.

1934년 4월 13일, 대통령은 "뉴욕시 및 인근 대도시 지역의 생가금 산업에 대한 공정 경쟁 코드"를 승인했다. 이 코드의 목표는 (코셔 도축장으로 제공되어 유대교 신자들에게 판매되는) 살아있는 가금류가 인간이 섭취하기에 적합하도록 보장하고, 허위 판매 및 가격 보고서 제출을 방지하는 것이었다. 이 산업은 거의 전적으로 뉴욕시에 집중되어 있었다. 새로운 가금류 코드에 따라, 셰흐터 형제는 60개 혐의로 기소되었으며 (이 중 27개는 재판 법원에서 기각), 14개는 무죄, 19개는 유죄 판결을 받았다. 그들이 유죄 판결을 받은 혐의 중 하나는 병든 새를 판매한 것이었으며, 이로 인해 휴 존슨은 농담으로 이 소송을 "병든 닭 사건"이라고 불렀다.
이러한 법적 측면이 널리 알려지기 전에도, NIRA에 대한 여러 법적 도전이 법원을 통해 진행되고 있었다. NIRA의 합헌성은 Schechter Poultry Corp. v. United States, 295 U.S. 495 (1935)에서 시험되었다. 법원은 NIRA에서 세 가지 문제점을 확인했다: "(i) 규제 대상이 의회의 권한에 속하는지 여부; (ii) 규제가 미국 수정 헌법 제5조를 위반했는지 여부; (iii) 의회가 행정부에 권한을 적절하게 위임했는지 여부."
루스벨트와 그의 보좌관 대부분, 존슨, NIRA 직원들은 이 법이 법정 심사를 통과할 것이라고 느꼈지만, 미국 법무부는 1935년 3월 25일에 목재 산업 코드를 뒤집은 항소 법원의 판결에 대해 NIRA의 합헌성을 잘 시험할 수 있는 사례가 아니라는 이유로 항소를 거부했다. 법무부의 조치는 행정부의 많은 사람들을 걱정하게 했다. 그러나 1935년 4월 1일, 미국 제2순회 항소 법원은 셰흐터 사건에서 NIRA의 합헌성을 지지했다. 도널드 리치버그를 비롯한 일부는 셰흐터 사건에서 정부의 주장이 강력하지 않다고 느꼈지만, 셰흐터는 유죄 판결에 항소하기로 결정했다. 그래서 정부가 먼저 항소했고, 대법원은 5월 2일과 3일에 구두 변론을 들었다.
1935년 5월 27일, 대법원장 찰스 에번스 휴스는 셰흐터 가금류 주식회사 대 미국 사건에서 만장일치로 국가산업부흥법 제1조가 위헌이라고 판결했다. 첫째, 휴스는 "공정한 경쟁"이라는 핵심 용어가 법에 전혀 정의되어 있지 않아 법이 모호함으로 인한 무효라고 결론 내렸다. 둘째, 휴스는 행정부에 대한 법의 권한 위임이 위헌적으로 과도하게 광범위하다고 판단했다:
요약하고 이 점에 대해 결론을 내리자면: 회복법 제3조 (15 USCA 703)는 전례가 없는 것이다. 어떤 무역, 산업 또는 활동에 대한 기준을 제공하지 않는다. 적절한 행정 절차에 의해 결정된 특정 사실 관계에 적용될 행위 규칙을 규정하려 하지 않는다. 행위 규칙을 규정하는 대신, 그 규칙을 규정하는 코드를 만들 권한을 부여한다. 그 입법적 undertaking에 대해 제3조는 제1조에 설명된 재활, 교정 및 확장의 일반적인 목표 진술 외에는 어떤 기준도 설정하지 않는다. 그 광범위한 선언의 범위와 부과되는 몇 가지 제한의 성격을 고려할 때, 코드를 승인하거나 규정하여 전국적으로 무역 및 산업을 규제하는 법률을 제정하는 대통령의 재량권은 사실상 무한하다. 우리는 이처럼 부여된 코드 제정 권한이 입법권의 위헌적 위임이라고 생각한다.
마지막으로, 휴스는 주간 상거래를 구성하는 것에 대한 매우 제한적인 해석을 통해 관련된 상거래의 "'흐름' 또는 '순환'"이 주간 상거래를 구성하기에는 너무 미미하며, 따라서 의회는 통상조항에 따라 그러한 상거래 거래에 영향을 미치는 법률을 제정할 권한이 없다고 판결했다. 법원은 임금과 시간에 대한 정부의 규제 능력에 대해 단 한 문단으로 기각했다. 비록 정부가 국가적 경제 비상 사태가 특별한 고려를 요구한다고 주장했지만, 휴스는 동의하지 않았다. 대다수는 국가가 직면한 심각한 경제 상황이 법의 지나치게 광범위한 위임이나 과도한 개입을 정당화하지 못한다고 결론 내렸다. "예외적인 상황은 예외적인 구제책을 요구할 수 있다. 그러나 그 주장은 필연적으로 헌법적 권한의 범위를 벗어나는 행동을 정당화하려는 시도에는 미치지 못한다. 예외적인 상황은 헌법적 권한을 창출하거나 확대하지 않는다."
비록 이 판결이 NIRA를 무력화시켰지만, 의회가 어차피 이 법을 재승인할 가능성이 없었기 때문에 실질적인 영향은 거의 없었다.

## 비판
당시와 최근 분석에서 NIRA는 일반적으로 실패작으로 간주된다.
당시와 최근에 이 법에 대한 주요 비판 중 하나는 NIRA가 독점을 지지했으며, 그 결과로 발생하는 시장 실패와 관련된 경제적 문제점을 수반했다는 것이다. 1934년 3월 루스벨트 대통령이 NIRA의 성과를 검토하기 위해 설립한 국가부흥검토위원회조차도 이 법이 카르텔과 독점을 조장하여 경제 성장을 저해했다고 결론 내렸다. 독점과 카르텔의 경제적 효과 중 하나는 물가 상승인데, 이는 1929~33년의 심각한 디플레이션으로 인해 물가가 20% 이상 하락했기 때문에 필요하다고 여겨졌다. 이러한 물가 상승이 산업 안정에 일부 기여했다는 일화적 증거도 있지만, 여러 학자들은 이러한 물가가 너무 높아 경제 회복을 저해했다고 주장한다. 그러나 다른 경제학자들은 대공황의 지속에 더 중요한 통화, 예산 및 세금 정책을 지적하며 이에 동의하지 않는다. 다른 이들은 이 법에 의해 생성된 카르텔은 본질적으로 불안정했으며 (모든 카르텔이 그러하듯이), 코드가 너무 빨리 붕괴되었기 때문에 가격에 미치는 영향은 미미했다고 지적한다.
이 법에 대한 두 번째 주요 비판은 기업계의 지지가 부족하여 실패할 수밖에 없었다는 것이다. 1933년에는 국가 계획 및 정부 개입에 대한 기업의 지지가 매우 강했지만, 1934년 중반에는 붕괴되었다. 그러나 많은 연구들은 NIRA에 대한 기업의 지지가 결코 일관되지 않았다고 결론 내린다. 대기업, 오래된 기업들은 이 법안을 받아들인 반면, 작고 새로운 기업들 (경쟁이 치열한 시장에서 더 민첩하고 실패하더라도 잃을 자본 투자가 적은 기업들)은 그렇지 않았다. 이것은 카르텔의 전형적인 문제이며, 따라서 NIRA 코드는 중소기업이 카르텔을 포기함에 따라 실패했다. 철강, 자동차 제조, 목재, 섬유, 고무 산업 및 NIRA에 대한 지원 수준과 출처에 대한 연구들은 이러한 결론을 지지하는 경향이 있다. 산업계의 지원 없이는 이 법은 의도한 대로 수행될 수 없었을 것이다.
이 법에 대한 세 번째 주요 비판은 제대로 관리되지 않았다는 것이다. 이 법은 경쟁하는 이해관계 (노동과 기업, 대기업과 중소기업 등)를 의도적으로 연합하여 법안 통과를 지지하게 했지만, 이 경쟁하는 이해관계들은 곧 법 시행에 대해 서로 싸웠다. 결과적으로 NIRA는 리더십의 실패와 목표에 대한 혼란으로 인해 붕괴되었다. 1934년 말까지 NIRA 지도자들은 이 법의 통과를 촉진했던 진보적 개입주의 정책을 사실상 포기하고 자유 시장 철학을 지지하게 되었는데, 이는 거의 모든 산업 코드의 붕괴에 기여했다.
추가적인 비판도 다양하다. 하나는 NIRA의 산업 코드가 자본 시장을 방해하여 경제 회복을 저해했다는 것이다. 그러나 최근의 분석은 NIRA가 자본 시장에 거의 영향을 미치지 않았다고 결론 내린다. 다른 하나는 NIRA로 인한 정치적 불확실성이 기업 신뢰를 떨어뜨려 회복을 저해했다는 것이다. 그러나 적어도 한 연구에서는 전혀 영향이 없었음을 보여주었다.
제7조(a)항은 노동조합 조직의 상당한 증가를 가져왔지만, NRA 행정 판결은 회사 노동조합을 허용함으로써 이 조항을 사실상 무력화시켰다. 비록 제7조(a)항이 셰흐터 가금류 사건에 대한 대법원의 결정에 영향을 받지는 않았지만, 이 조항의 실패는 1935년 7월 전국노동관계법의 통과로 직접 이어졌다.
역사가 앨런 브링클리는 1935년까지 NIRA가 "형편없는 실패, 심지어 정치적 당혹감"이었다고 언급했다. 루스벨트를 포함한 많은 자유주의자들은 NIRA의 소멸에 조용히 안도했다. 그러나 뉴딜 정책 지지자들은 대법원의 주간 상거래 조항에 대한 엄격한 해석에 대해 우려했고, 다른 법안들도 위태로워질 것을 걱정했다.

## 유산
1934년, 이커스 장관의 요청에 따라, NIRA에 따라 수립된 생산 제한을 위반하여 생산된 "핫 오일" 생산자들에 대해 NIRA 제9(c)조를 시행하기 위해 허위 진술을 범죄로 규정하는 법령을 사용하고자 했던 의회는 1863년 허위 청구법을 다음과 같이 개정한 Pub.L. 73–394, 48 Stat. 996, 1934년 6월 18일 제정를 통과시켰다.
... 또는 누구든지 그러한 청구의 지불 또는 승인을 얻기 위하거나 돕기 위하거나, 또는 미국 정부, 그 부서 또는 미국이 주주인 기업을 속이거나 사기칠 의도와 목적으로, 고의로 중요한 사실을 위조하거나 숨기거나 은폐하거나, 허위 또는 사기성 진술 또는 표현을 하거나 하게 하거나, 또는 허위 또는 허구적인 진술 또는 항목이 포함되어 있음을 알면서 허위 청구서, 영수증, 바우처, 명부, 계정, 청구서, 증명서, 선서 진술서 또는 진술서를 작성하거나 사용하거나 작성하게 하거나 사용하게 하는 자는 미국 부서 또는 기관 또는 미국이 주주인 기업의 관할권 내의 모든 문제에 대해 ...
약간 수정된 형태의 이 법령은 오늘날에도 18 U.S.C. § 1001에 존재한다.

## 같이 보기
- 1933년 와그너-페이서 법

## 참고 문헌
- Anderson, William L. (April 2000). 《Risk and the National Industrial Recovery Act: An Empirical Evaluation》. 《Public Choice》 103. 139–161쪽. doi:10.1023/A:1005054019819. S2CID 152916565.
- Barber, William J. (1989). 《From New Era to New Deal: Herbert Hoover, the Economists, and American Economic Policy, 1921–1933》. New York: Cambridge University Press. ISBN 978-0-521-36737-0.
- Barnett, Randy E.; Blackman, Josh (2021). 《Constitutional Law: Cases in Context》. New York: Wolters Kluwer. ISBN 978-1-5438-3878-7.
- Bellush, Bernard (1975). 《The Failure of the NRA》. New York: W.W. Norton. ISBN 978-0-393-05548-1.
- Bernanke, Ben; Parkinson, Martin (May 1989). 《Unemployment, Inflation and Wages in the American Depression: Are There Lessons for Europe?》. 《American Economic Review》 79. 210–214쪽. doi:10.3386/w2862.
- Bernstein, Irving (2010). 《The Turbulent Years: A History of the American Worker, 1933–1941》. Chicago: Haymarket Books. ISBN 978-1-60846-064-9.
- Bernstein, Michael (1987). 《The Great Depression: Delayed Recovery and Economic Change in America, 1929–1939》. New York: Cambridge University Press. ISBN 978-0-521-37985-4.
- Best, Gary Dean (1991). 《Pride, Prejudice, and Politics: Roosevelt Versus Recovery, 1933–1938》. New York: Praeger Publishers. ISBN 978-0-275-93524-5.
- Biles, Roger (1991). 《A New Deal for the American People》. DeKalb, Ill.: Northern Illinois University Press. ISBN 978-0-87580-161-2.
- Brand, Donald Robert (1988). 《Corporatism and the Rule of Law: A Study of the National Recovery Administration》. Ithaca, N.Y.: Cornell University Press. ISBN 978-0-8014-2169-3.
- Brinkley, Alan (1995). 《The End of Reform: New Deal Liberalism in Recession and War》. New York: Vintage Books. ISBN 978-0-679-75314-8.
- Collins, Robert M. (Autumn 1978). 《Positive Business Responses to the New Deal: The Roots of the Committee for Economic Development, 1933–1942》. 《Business History Review》 52. 369–391쪽. doi:10.2307/3113736. JSTOR 3113736. S2CID 146238143.
- Daugherty, Carroll R.; de Chazeau, Melvin G.; Stratton, Samuel S. (1937). 《The Economics of the Iron and Steel Industry》. Pittsburgh: Bureau of Business Research, University of Pittsburgh. OCLC 503553.
- Delton, Jennifer (2020). 《The Industrialists: Now the National Association of Manufacturers Shaped American Capitalism》. Princeton, N.J.: Princeton University Press. ISBN 978-0-691-16786-2.
- Dorich, Thomas J. (2021). 《Big Business in America: The Corporate Century, 1900-2000》. Lanham, Md.: Lexington Books. ISBN 978-1-4985-9597-1.
- Dubofsky, Melvyn; Dulles, Foster Rhea (2010). 《Labor in America: A History》. Hoboken, N.J.: John Wiley & Sons. ISBN 978-0-88295-273-4.
- Eisner, Marc Allen (2000). 《Regulatory Politics in Transition》. Baltimore: The Johns Hopkins University Press. ISBN 978-0-8018-6492-6.
- Farrell, Chris (2004). 《Deflation: What Happens When Prices Fall》. New York: HarperCollins. ISBN 978-0-06-057645-5.
- Fine, Sidney (1963). 《Automobile Under the Blue Eagle: Labor, Management, and the Automobile Manufacturing Code》. Ann Arbor, Mich.: University of Michigan Press. OCLC 999975.
- Fisher, Irving (October 1933). 《The Debt-Deflation Theory of Great Depressions》 (PDF). 《Econometrica》 1. 337–357쪽. doi:10.2307/1907327. JSTOR 1907327.
- Friedman, Milton; Schwartz, Anna J. (1963). 《A Monetary History of the United States, 1867–1960》. Princeton, N.J.: Princeton University Press. ISBN 978-1-4008-2933-0. OCLC 1331033779.
- Galambos, Louis (1966). 《Competition and Cooperation: The Emergence of a National Trade Association》. Baltimore: The Johns Hopkins University Press. OCLC 237577.
- Galbraith, John Kenneth (1997). 《The Great Crash of 1929》. Boston: Houghton Mifflin & Co. ISBN 978-0-395-85999-5.
- Geisst, Charles R. (2006). 《Encyclopedia of American Business History》. New York: Facts On File. ISBN 978-0-8160-4350-7.
- Gross, James A. (1974). 《The Making of the National Labor Relations Board: A Study in Economics, Politics, and the Law》. Albany, N.Y.: State University of New York Press Press. ISBN 978-0-87395-270-5.
- Hall, Thomas E.; Ferguson, David (1998). 《The Great Depression: An International Disaster of Perverse Economic Policies》. Ann Arbor, Mich.: University of Michigan Press. ISBN 978-0-472-09667-1.
- Harrington, Joseph E. Jr.; Chen, Joe (November 2006). 《Cartel Pricing Dynamics With Cost Variability and Endogenous Buyer Detection》. 《International Journal of Industrial Organization》 24. 1185–1212쪽. doi:10.1016/j.ijindorg.2006.04.012.
- Hawley, Ellis (1966). 《The New Deal and the Problem of Monopoly》. Princeton, N.J.: Princeton University Press. ISBN 978-1-4008-7531-3.
- Hayes, Douglas A. (1951). 《Business Confidence and Business Activity: A Case Study of the Recession of 1937》. Ann Arbor, Mich.: University of Michigan Press. OCLC 3700753.
- Horwitz, Robert Britt (1989). 《The Irony of Regulatory Reform: The Deregulation of American Telecommunications》. New York: Oxford University Press. ISBN 978-0-19-505445-3.
- Houck, David W. (2001). 《Rhetoric As Currency: Hoover, Roosevelt, and the Great Depression》. College Station, Tx.: Texas A&M University Press. ISBN 978-1-58544-109-9.
- James, Lee M. (October 1946). 《Restrictive Agreements and Practices in the Lumber Industry, 1880–1939》. 《Southern Economic Journal》 13. 115–125쪽. doi:10.2307/1052520. JSTOR 1052520.
- Kemp, Emory L. (2000). 《The Great Kanawha Navigation》. Pittsburgh: University of Pittsburgh Press. ISBN 978-0-8229-4112-5.
- Kennedy, David M. (2005). 《Freedom from Fear: The American People in Depression and War, 1929–1945》. New York: Oxford University Press. ISBN 978-0-19-514403-1.
- Kennedy, Edward Donald (1941). 《The Automobile Industry: The Coming of Age of Capitalism's Favorite Child》. New York: Reynal and Hitchcock. OCLC 3247284.
- Krepps, Matthew B. (February 1997). 《Another Look at the Impact of the National Industrial Recovery Act on Cartel Formation and Maintenance Costs》. 《Review of Economics and Statistics》 79. 151–154쪽. doi:10.1162/003465397556502. S2CID 57568487.
- Krepps, Matthew B. (August 1999). 《Facilitating Practices and the Path-Dependence of Collusion》. 《International Journal of Industrial Organization》 17. 887–901쪽. doi:10.1016/S0167-7187(97)00066-0.
- Lande, Robert H.; Connor, John M (December 2005). 《How High Do Cartels Raise Prices? Implications for Reform of the Antitrust Sentencing Guidelines》. 《Tulane Law Review》 80. 513–570쪽. doi:10.2139/ssrn.787907. S2CID 155973465.
- Levine, Rhonda F. (1988). 《Class Struggle and the New Deal: Industrial Labor, Industrial Capital and the State》. Lawrence, Kan.: University Press of Kansas. ISBN 978-0-7006-0373-2.
- Lyon, Leverett S.; Homan, Paul T.; George, Terborgh; Lorwin, Lewis L.; Dearing, Charles L.; Marshall, Leon C. (1935). 《The National Recovery Administration: An Analysis and Appraisal》. Washington, D.C.: The Brookings Institution. OCLC 1050549832.
- Mayer, Thomas; Chatterji, Monojit (December 1985). 《Political Shocks and Investment: Some Evidence from the 1930s》. 《Journal of Economic History》 45. 913=924쪽. doi:10.1017/S0022050700035166. S2CID 155005461.
- McKenna, Marian C. (2002). 《Franklin Roosevelt and the Great Constitutional War: The Court-Packing Crisis of 1937》. New York: Fordham University Press. ISBN 978-0-8232-2154-7.
- Morris, Charles (2004). 《The Blue Eagle At Work: Reclaiming Democratic Rights In The American Workplace》. Ithaca, N.Y.: ILR Press. ISBN 978-0-8014-4317-6.
- Olson, James Stuart (2001). 《Historical Dictionary of the Great Depression, 1929–1940》. Westport, Conn.: Greenwood Press. ISBN 978-0-313-30618-1.
- Pennock, Pamela (Winter 1997). 《The National Recovery Administration and the Rubber Tire Industry, 1933–1935》. 《Business History Review》 71. 543–568쪽. doi:10.2307/3116306. JSTOR 3116306. S2CID 154346794.
- Perloff, Jeffrey M.; Karp, Larry S.; Golan, Amos (2007). 《Estimating Market Power and Strategies》. New York: Cambridge University Press. ISBN 978-0-521-01114-3.
- Rae, John B. (1959). 《American Automobile Manufacturers: The First Forty Years》. Philadelphia: Chilton Book. OCLC 1004807020.
- Rayback, Joseph G. (1974). 《A History of American Labor》. New York: Macmillan. ISBN 978-1-4391-1899-3. OCLC 615514713.
- Roose, Kenneth D. (1954). 《The Economics of Recession and Revival》. New Haven, Conn.: Yale University Press. OCLC 252427283.
- Ross, William G. (2007). 《The Chief Justiceship of Charles Evans Hughes, 1930–1941》. Columbia, S.C.: University of South Carolina Press. ISBN 978-1-57003-679-8.
- Schlesinger, Arthur M. Jr. (2003). 《The Age of Roosevelt. Vol. 1: Crisis of the Old Order》. Boston: Houghton Mifflin. ISBN 978-0-618-34085-9.
- Schlesinger, Arthur M. Jr. (2003). 《The Age of Roosevelt. Vol. 2: The Coming of the New Deal》. Boston: Houghton Mifflin. ISBN 978-0-618-34086-6.
- Schlesinger, Arthur M. Jr. (2003). 《The Age of Roosevelt. Vol. 3: The Politics of Upheaval, 1935–1936》. Boston: Houghton Mifflin. ISBN 978-0-547-52425-2.
- Shaffer, Butler D. (1997). 《In Restraint of Trade: The Business Campaign Against Competition, 1918–1938》. Lewisburg, Pa.: Bucknell University Press. ISBN 978-0-8387-5325-5.
- Skocpol, Theda (1994). 〈Political Response to Capitalist Crisis: Neo-Marxist Theories of the State and the Case of the New Deal〉.   Scott, John. 《Power: Critical Concepts. Volume 3》. New York: Routledge. ISBN 978-0-415-07937-2.
- Smith, Gene (1970). 《The Shattered Dream: Herbert Hoover and the Great Depression》. New York: Willam Morrow and Co. OCLC 76078.
- Sobel, Robert (1975). 《Herbert Hoover at the Onset of the Great Depression, 1929–1930》. New York: Lippincott. ISBN 978-0-397-47334-2.
- 《Some Legal Aspects of the National Industrial Recovery Act》. 《Harvard Law Review》 47. November 1933. 85–125쪽. doi:10.2307/1332107. JSTOR 1332107.
- Stabile, Donald R.; Kozak, Andrew R. (2012). 《Markets, Planning and the Moral Economy: Business Cycles in the Progressive Era and New Deal》. Northampton, Mass.: Edward Elgar Publishing. ISBN 978-1-78100-676-4.
- Sternsher, Bernard (1964). 《Rexford Tugwell and the New Deal》. New Brunswick, N.J.: Rutgers University Press. OCLC 466310.
- Stewart, Maxwell S. (1937). 《Steel—Problems of a Great Industry》. New York: Public Affairs Committee. OCLC 3716534.
- Taylor, Jason E. (2019). 《Deconstructing the Monolith: The Microeconomics of the National Industrial Recovery Act》. Chicago: The University of Chicago Press. ISBN 978-0-226-60330-8.
- Tomlins, Christopher L. (1985). 《The State and the Unions: Labor Relations, Law, and the Organized Labor Movement in America, 1880–1960》. New York: Cambridge University Press. ISBN 978-0-521-31452-7.
- Vadney, Thomas E. (1970). 《The Wayward Liberal: A Political Biography of Donald Richberg》. Lexington, Ky.: The University Press of Kentucky. ISBN 978-0-8131-1243-5.
- Venn, Fiona (1999). 《The New Deal》. New York: Taylor & Francis. ISBN 978-1-315-06253-2.
- Vittoz, Stanley (1987). 《New Deal Labor Policy and the American Industrial Economy》. Chapel Hill, N.C.: University of North Carolina Press. ISBN 978-0-8078-1729-2.
- Walton, John (1992). 《Western Times and Water Wars: State, Culture, and Rebellion in California》. Berkeley, Calif.: University of California Press. ISBN 978-0-520-07245-9.
- Watkins, T.H. (2000). 《The Hungry Hears: A Narrative History of the Great Depression in America》. New York: Henry Holt & Co. ISBN 978-0-8050-6506-0.
- Weinstein, Michael (1980). 《Recovery and Redistribution Under the NIRA》. New York: North-Holland Publishing. ISBN 978-0-444-86007-1.

## 더 읽어보기
- Beaudreau, Bernard C. "Why Did the National Industrial Recovery Act Fail?" European Review of Economic History, 20, 2015 79–101.
- Bernstein, Irving (2020). 《The New Deal Collective Bargaining Policy》. Berkeley, Calif.: University of California Press. ISBN 978-0-520-34695-6.
- Clarke, Jeanne Nienaber (1996). 《Roosevelt's Warrior: Harold L. Ickes and the New Deal》. Baltimore: The Johns Hopkins University Press. ISBN 978-0-8018-5094-3.
- Himmelberg, Robert (1993). 《The Origins of the National Recovery Administration》. New York: Fordham University Press. ISBN 978-0-8232-1540-9.
- Johnson, Hugh S. (1935). 《The Blue Eagle, From Egg to Earth》. New York: Doubleday, Doran & Co. OCLC 1064791053.
- Moley, Raymond (1936). 《After Seven Years》. New York: Harper & Brothers. OCLC 854808142.
- National Recovery Review Board (1934). Report to the President of the United States: First Report of the National Recovery Review Board (보고서). Washington, D.C.: National Recovery Administration. hdl:2027/mdp.35112103647402. OCLC 35406585.
- Ohl, John Kennedy. Hugh S. Johnson and the New Deal. Dekalb, Ill.: Northern Illinois University Press, 1985. ISBN 0-87580-110-2
- Paulsen, George E. (March 1989). 《The Federal Trade Commission versus the National Recovery Administration: Fair Trade Practices and Voluntary Codes, 1935》. 《Social Science Quarterly》 70. 149–163쪽.
- Phillips, Cabell B.H. (2000). 《From the Crash to the Blitz, 1929–1939: The 'New York Times' Chronicle of American Life》. New York: Fordham University Press. ISBN 978-0-8232-1999-5.
- Richberg, Donald (1954). 《My Hero: The Indiscreet Memoirs of an Eventful But Unheroic Life》. New York: Putnam. OCLC 1522089.
- Shogan, Robert (2006). 《Backlash: The Killing of the New Deal》. Chicago: Ivan R. Dee. ISBN 978-1-56663-674-2.
- Smith, Angella LaNette. Economic revolution from within: Herbert Hoover, Franklin Delano Roosevelt and the emergence of the National Industrial Recovery Act of 1933" (PhD dissertation,  Wayne State University, 2015; ProQuest Dissertations Publishing, 2015. 3734689).